# Большой Улаган
Большо́й Улага́н — река, правый приток Башкауса, протекает по территории Улаганского района Республики Алтай в России. Длина реки — 54 км. Площадь водосборного бассейна — 660 км².

## Описание
Большой Улаган вытекает из озера Коккёль на высоте 1749 м над уровнем моря. Течёт по Улаганскому плоскогорью, в верхней половине преимущественно на северо-запад, потом — на юго-запад. На территории села Улаган впадает в Башкаус на высоте 1212 м над уровнем моря.
Притоки (от истока): Турачик (левый), Аршан (правый), Карамеш (левый), Тужарбажи (правый), Ороктой (левый), Оштушкан (левый), Балыктуюль (правый), Арагол (правый), Комей (правый).

## Данные водного реестра
По данным государственного водного реестра России, Большой Улаган относится к Верхнеобскому бассейновому округу, водохозяйственный участок реки — бассейн озера Телецкое, речной подбассейн реки — Бия и Катунь. Речной бассейн реки — (Верхняя) Обь до впадения Иртыша.
Код объекта в государственном водном реестре — 13010100112115100002644.